# トーマス・マーズ

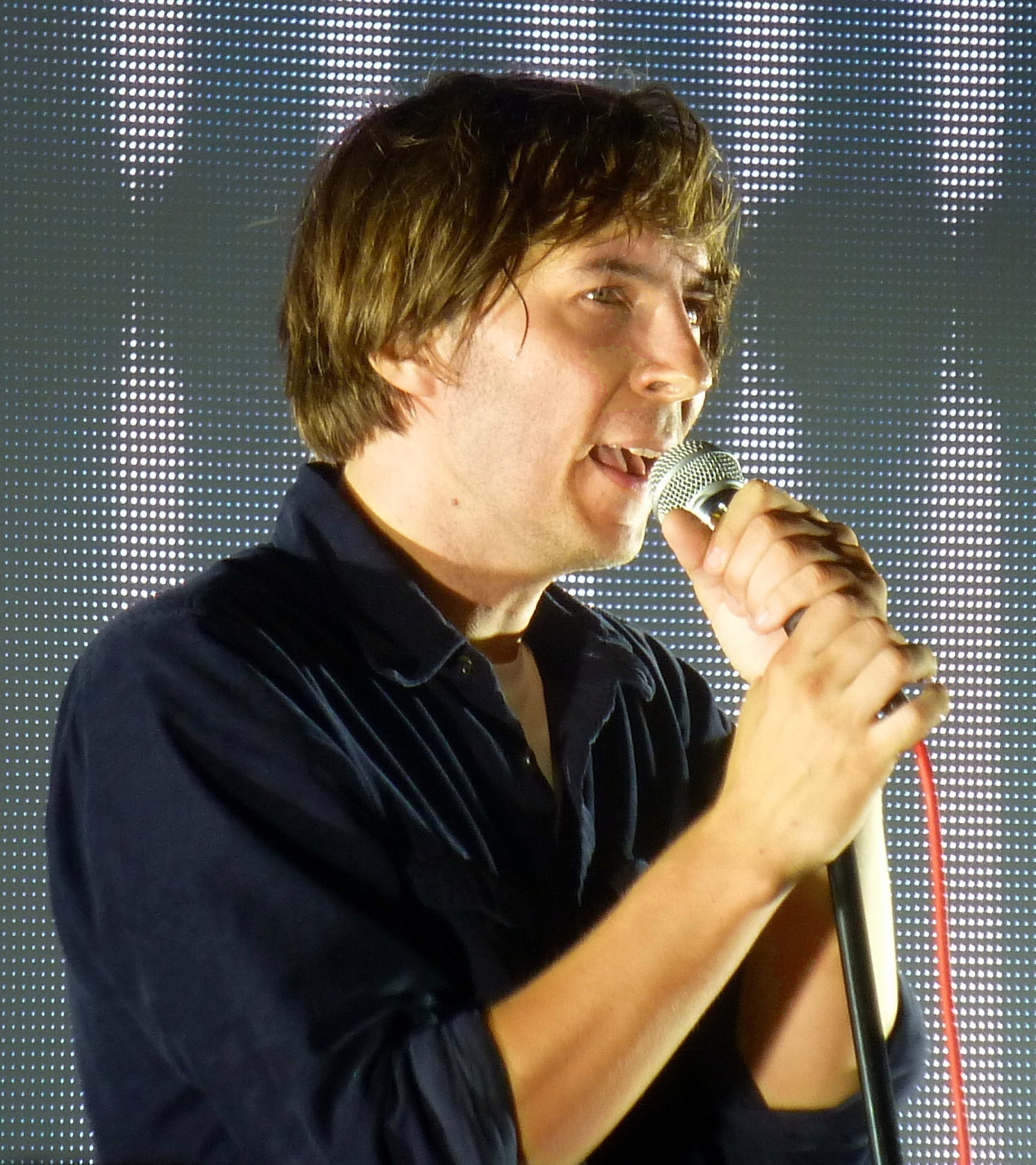
トーマス・マーズ

トーマス・マーズ（Thomas Mars, 1976年11月21日 - ）は、フランス、ヴェルサイユ出身の4人組バンドフェニックスのボーカリスト。

## 人物
フェニックスが最初のアルバムである“United”（2000年）をリリースするまでは、フランスのポップサウンドユニット・エールがテレビ出演する際のバックバンドとして、ドラムを担当していたこともある。
アメリカ人映画監督ソフィア・コッポラとの間に子供（娘が2人）をなしている。2011年8月27日、イタリア南部の町ベルナルダで結婚式を挙げた。トーマスは同郷のエール (バンド)が音楽を担当したソフィアの初監督作品「ヴァージン・スーサイズ」の楽曲制作に参加していた。